# Лариса Нечепорук
Лариса Нечепорук (до шлюбу Тетерюк; нар. 24 грудня 1970, Ромни, Україна) — українська атлетка, що виступала у семиборстві. Представляла на міжнародних змаганнях Україну та Естонію.

## Досягнення
| Рік                           | Змагання                                        | Місто                         | Місце                         | Дисципліна                    | Примітки                      |
| Представляючи державу Україна | Представляючи державу Україна                   | Представляючи державу Україна | Представляючи державу Україна | Представляючи державу Україна | Представляючи державу Україна |
| ----------------------------- | ----------------------------------------------- | ----------------------------- | ----------------------------- | ----------------------------- | ----------------------------- |
| 1994                          | Чемпіонат Європи                                | Гельсінки, Фінляндія          | 13-те місце                   | семиборство                   | 5872 очки                     |
| 2000                          | Олімпійські ігри                                | Сідней, Австралія             | 20-те                         | семиборство                   | 5762 очки                     |
| 2001                          | Гіпо-мітинг                                     | Гетцис, Австрія               | 12-те                         | семиборство                   | 5887 очок                     |
| Представляючи державу Естонія |                                                 |                               |                               |                               |                               |
| 2002                          | Чемпіонат Європи з легкої атлетики в приміщенні | Відень, Австрія               | 8-ме                          | п'ятиборство                  | 4319 очок (нац. рекорд)       |
| 2002                          | Чемпіонат Європи з легкої атлетики              | Мюнхен, Німеччина             | 12-те                         | семиборство                   | 5953 очки                     |
| 2002                          | Декастар                                        | Таланс, Франція               | 1-ше                          | семиборство                   | 6151 очко                     |
| 2003                          | Чемпіонат світу з легкої атлетики               | Париж, Франція                | 7-ме                          | семиборство                   | 6154 очки                     |
| 2003                          | IAAF World Combined Events Challenge            |                               | 3-тє                          | семиборство                   | 18482 очки                    |
| 2004                          | Чемпіонат світу з легкої атлетики в приміщенні  | Будапешт, Угорщина            | 7-ме                          | п'ятиборство                  | 4227 очок                     |